# Moritz Hauptmann
Moritz Hauptmann (ur. 13 października 1792 w Dreźnie, zm. 3 stycznia 1868 w Lipsku) – niemiecki kompozytor, teoretyk muzyki i pedagog.

## Życiorys
Syn architekta. Uczył się w Dreźnie u Scholza (skrzypce), Grossego (fortepian i harmonia) oraz Francesco Morlacchiego (kompozycja). W 1811 roku był uczniem Louisa Spohra w Gocie. W latach 1812–1815 członek kapeli dworskiej w Dreźnie. W 1815 roku został nauczycielem w rodzinie księcia Nikołaja Riepnina-Wołkonskiego, z którym odbył podróż po Rosji. W 1820 roku wrócił do Drezna, następnie w 1822 roku dostał angaż na dworze w Kassel, gdzie był członkiem kapeli nadwornej, a także uczył teorii i kompozycji. W 1842 roku z polecenia Felixa Mendelssohna został kantorem Thomasschule w Lipsku. Od 1843 roku wykładał także w tamtejszym konserwatorium. Do jego uczniów należeli Hans von Bülow, Joseph Joachim, Ferdinand David, Salomon Jadassohn i Arthur Sullivan. Współzałożyciel (1850) i pierwszy prezes Bach-Gesselschaft.
Jego dorobek kompozytorski obejmuje muzykę religijną, jedną operę, pieśni, a także utwory instrumentalne, w tym 3 sonaty skrzypcowe, 4 sonatiny skrzypcowe i 2 kwartety smyczkowe. Był autorem traktatu teoretycznego Die Natur der Harmonik und Metrik (wyd. Lipsk 1853, 2. wydanie 1873). W pracy tej rozpatrywał zjawiska muzyczne w duchu pojęć wywiedzionych z dialektyki Hegla (teza-antyteza-synteza). Ponadto napisał Erläuterungen zu J.S. Bachs Kunst der Fuge (wyd. Lipsk 1841, 2. wydanie 1861) i Die Lehre von der Harmonik (red. Oscar Paul, wyd. Lipsk 1868, 2. wydanie 1873), pośmiertnie ukazał się zbiór pism Opuscula pod redakcją Ernsta Hauptmanna (wyd. Lipsk 1874). Listy Hauptmanna wydał drukiem Ferdinand Hiller (wyd. Lipsk 1876).
Odznaczony został bawarskim Orderem Maksymiliana (1858).